# Wolfgang Lentzen-Deis

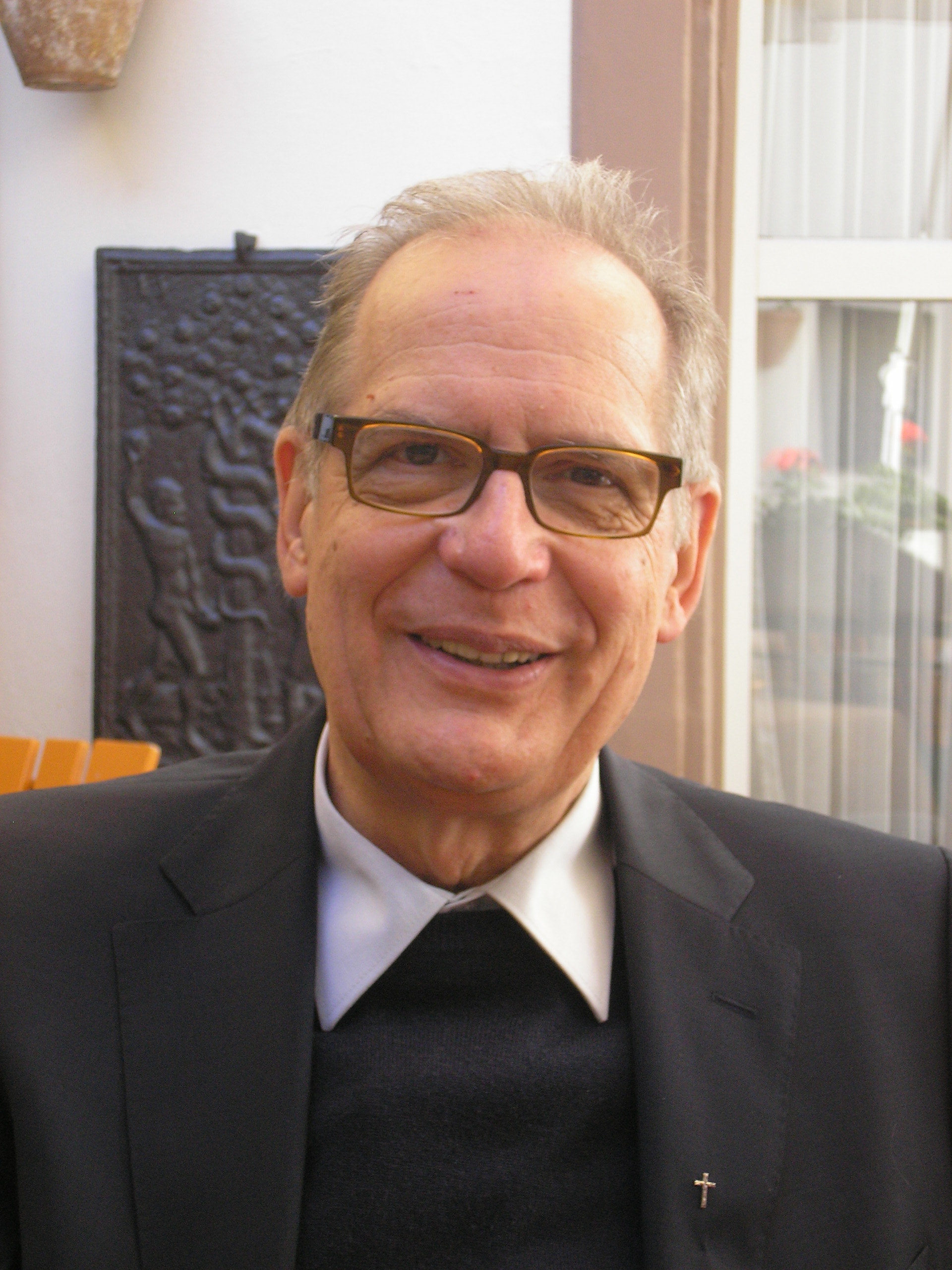
Wolfgang Lentzen-Deis, 2010

Wolfgang Lentzen-Deis (* 5. März 1937 in Bernkastel-Kues) ist ein deutscher Religionspädagoge.

## Leben
Wolfgang Lentzen-Deis wurde 1962 in Rom zum Priester geweiht. 1966 war er Kaplan in Neunkirchen, ab 1967 Bischofskaplan und persönlicher Sekretär des damaligen Trierer Bischofs Bernhard Stein. 1967 wurde er an der Gregoriana in Rom bei Zoltan Alszeghy mit der Schrift „Buße als Exomologese“ promoviert. Seit 1982 war er Religionslehrer am Friedrich-Wilhelm-Gymnasium in Trier und seit 1983 Dozent an der Theologischen Fakultät Trier, wo er den Lehrstuhl für Religionspädagogik verwaltete. 1991 habilitierte er sich mit der Schrift „Den Glauben teilen. Theologie und Verkündigung bei Nikolaus von Kues“ an der Theologischen Fakultät der Universität Bonn und wurde im gleichen Jahr zum Professor für Religionspädagogik und Katechetik in Trier ernannt. 2004 wurde er als Professor emeritiert. 2011 wurde er zum Päpstlichen Ehrenprälaten ernannt.

## Forschung
Ein Forschungsschwerpunkt Lentzen-Deis’ war die Theologie des Nikolaus von Kues, der wie er aus dem Moselstädtchen Cues, heute Bernkastel-Kues, stammt. Lentzen-Deis geht es vor allem darum zu zeigen, dass Nikolaus Theologe war, der seine naturwissenschaftlichen und philosophischen Arbeiten in den Dienst der Verkündigung stellte.

## Familie
Wolfgang Lentzen-Deis′ Bruder war der Bibelwissenschaftler Fritzleo Lentzen-Deis (1928–1993).

## Publikationen (Auswahl)
Als Autor:
- Buße als Bekenntnisvollzug. Versuch einer Erhellung der sakramentalen Bekehrung anhand der Bußliturgie des alten Pontificale Romanum. Herder, Freiburg im Breisgau 1969 (Dissertation).
- Den Glauben Christi teilen. Theologie und Verkündigung bei Nikolaus von Kues. Kohlhammer, Stuttgart 1991, ISBN 3-17-011408-5 (Habilitationsschrift).
- Nikolaus von Kues. Leben und Werk. Herausgeber: Bischöfliches Cusanus-Gymnasium, Koblenz. Offsetmeyer, Koblenz 1994.
- Konzil und Synode im Bistum Trier. In: Die Geschichte des Bistums Trier. Band 6: Auf dem Weg in die Zukunft. Editions du Signe, Strasbourg 2000, ISBN 2-7468-0315-1.

Als Herausgeber:
- mit Heinz Feilzer, Andreas Heinz: Der menschenfreundliche Gott. Zugänge, Anfragen, Folgerungen. Alfons Thome zum 75. Geburtstag. Paulinus, Trier 1990, ISBN 3-7902-0090-5.
- mit Andreas Heinz, Ernst Schneck: Wege der Evangelisierung. Heinz Feilzer zum 65. Geburtstag. Paulinus, Trier 1993, ISBN 3-7902-0153-7.

## Schriften
- Bernhard Stein, Bischof von Trier. In: Biographisch-Bibliographisches Kirchenlexikon (BBKL). Band 10, Bautz, Herzberg 1995, ISBN 3-88309-062-X, Sp. 1281–1286 (Artikel/Artikelanfang im Internet-Archive).